# Kings (hrabstwo w Nowej Szkocji)
Kings – historyczne hrabstwo (geographic county) kanadyjskiej prowincji Nowa Szkocja z ośrodkiem w Kentville, powstałe w 1759, współcześnie jednostka podziału statystycznego (census division). Według spisu powszechnego z 2016 obszar hrabstwa to: 2126,71 km², a zamieszkiwało wówczas ten obszar 60 600 osoby.
Hrabstwo, którego nazwa odzwierciedlała lojalność wobec monarchii (reprezentowanej wówczas przez osobę króla Jerzego II), zostało ustanowione 17 sierpnia 1759 i do 1781 obejmowało również tereny współczesnego hrabstwa Hants, a także fragmenty współczesnych hrabstw Lunenburg oraz Cumberland i Colchester po drugiej stronie Minas Basin (granice z nimi ostatecznie ustalono w 1840).
Według spisu powszechnego z 2011 obszar hrabstwa zamieszkiwało 60 589 mieszkańców; język angielski był językiem ojczystym dla 95,3%, francuski dla 2,0% mieszkańców.